# هایپلت
هایپلت (به هلندی: Heijplaat) یک منطقهٔ مسکونی در هلند است که در Rotterdam واقع شده‌است.